# NHJ H (1910)
Die norwegische Dampflokomotivbaureihe NHJ H (1910) wurde 1910/1912 in drei Exemplaren von Borsig in Berlin mit den Fabriknummern 4700, 4701 und 8374 für die Norsk Hoved-Jernbane gebaut.

## Geschichte
Vorbild für die Bauart war die NSB Type 19a, die Norges Statsbaner (NSB) zwischen 1900 und 1910 für Ofotbanen beschafft hatte. Die ersten beiden Lokomotiven wurden, allerdings in Heißdampf-Ausführung, im Juli 1909 bestellt, im zweiten Halbjahr 1910 geliefert und 1911 in Betrieb genommen. Am 13. Januar 1912 erfolgte nach den Erfahrungen mit den beiden ersten Lokomotiven die Bestellung einer dritten Maschine, die bereits im Juni 1912 geliefert und sofort in Betrieb genommen wurde.

## NHJ B"
1923 erfolgte einer Neuordnung der Baureihen bei NHJ. Da inzwischen alle Lokomotiven der ersten Baureihe NHJ B außer Dienst gestellt waren, wurde diese Baureihe neu besetzt und alle Lokomotiven der Baureihe NHJ H (1910) in NHJ B" umbenannt. Die Baureihenbezeichnung wurde nicht angeschrieben.

## Einsatz bei Norges Statsbaner
Bei der 1926 erfolgten Übernahme der NHJ durch NSB erhielt die Baureihe die neue Bezeichnung NSB Type 47a. Ihr Einsatz erfolgte zuerst im Distrikt Oslo, ab Mitte der 1950er-Jahre wurden sie dem Distrikt Drammen zugeteilt. Dort waren sie nur noch wenige Jahre im Einsatz. Als letzte Lok der Serie wurde die 47a 97 am 28. Februar 1958 außer Dienst gestellt und verschrottet.